# Spirit (álbum de Willie Nelson)
Spirit es el cuadragesimoséptimo álbum de estudio del músico estadounidense Willie Nelson publicado por la compañía discográfica Island Records el 14 de junio de 1996. A diferencia de trabajos anteriores, las canciones de Spirit incluyen únicamente unos pocos instrumentos: dos guitarras, piano y violín, con una mayor influencia clásica en comparación con otros álbumes. Contó con la colaboración de su hermana Bobbie tocando el piano. Alcanzó el puesto cuatro en la lista de álbumes country de Canadá y el veinte en la de los Estados Unidos, además de entrar en el puesto 132 de la lista general Billboard 200.

## Lista de canciones
Todas las canciones escritas por Willie Nelson.
1. "Matador" - 1:42
2. "She Is Gone" - 2:55
3. "Your Memory Won't Die in My Grave" - 3:27
4. "I'm Not Trying to Forget You" - 3:53
5. "Too Sick to Pray" - 2:40
6. "Mariachi" - 2:06
7. "I'm Waiting Forever" - 3:09
8. "We Don't Run" - 3:02
9. "I Guess I've Come to Live Here in Your Eyes" - 3:36
10. "It's a Dream Come True" - 3:59
11. "I Thought About You, Lord" - 4:11
12. "Spirit of E9" - 4:58
13. "Matador"

## Personal
- Willie Nelson - voz y guitarra acústica
- Bobbie Nelson - piano
- Johnny Gimble - violín
- Jody Payne - guitarra rítmica y coros

## Posición en listas
| País           | Lista              | Posición |
| -------------- | ------------------ | -------- |
| Canadá         | RPM Country Albums | 4        |
| Estados Unidos | Top Blue Albums    | 20       |
| Estados Unidos | Billboard 200      | 132      |